# حفريات المسجد الأقصى

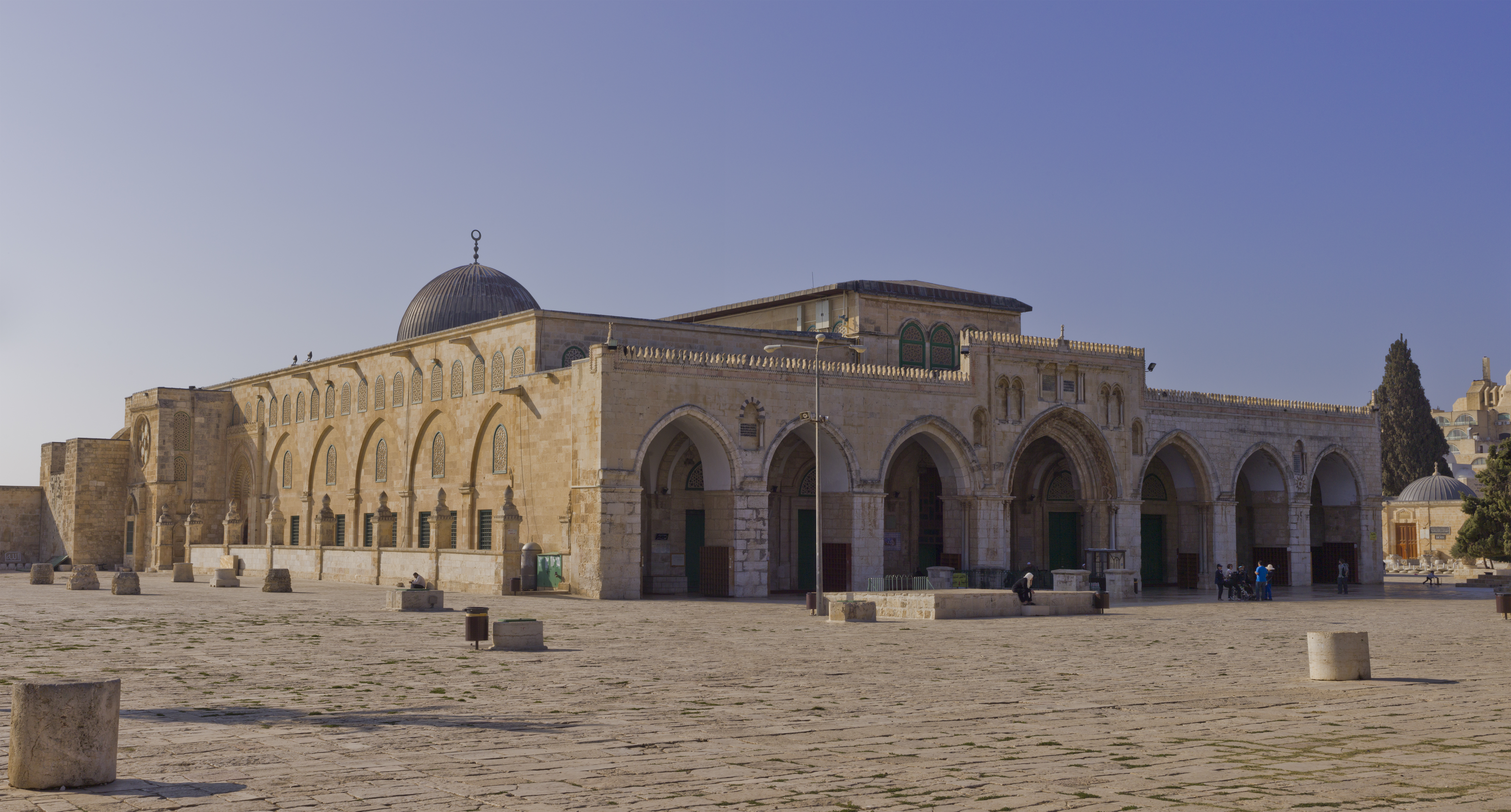
الجامع القبلي

حفريات المسجد الأقصى هي مجموعة من الحفريات التي تنفذها قوات الاحتلال الإسرائيلي حول وتحت المسجد الأقصى.
بدأت أولى مراحل الحفريات بعد حرب 1967 حيث تم هدم حي المغاربة الملاصق للحائط البراق في الجهة الغربية من المسجد الأقصى، حيث تم جعل باب المغاربة مدخلاً لجنود الاحتلال الصهيوني والمستوطنين إلى ساحات المسجد. ومنذ ذلك الحين بدأت قوات الاحتلال الإسرائيلية بإجراء الحفريات تحت المسجد الأقصى للبحث عن هيكل سليمان حيث إنهم يعتقدون وجوده هناك وقد تطورت هذه الحفريات.
منذ يونيو 1967 تمت أغلبية الحفريات بمبادرة مؤسسات حكومية إسرائيلية أو منظمات يهودية، وأعلن البحث التاريخي العلمي هدفا رسميا لها[بحاجة لمصدر]، ولكن الزعامة الفلسطينية اعتبرت هذه الحفريات محاولة لاستيلاء على مواقع ذات أهمية دينية إسلامية وحتى اتهمت إسرائيل بمحاولة لتقويض أساسات الجوامع المتواجدة في المسجد الأقصى .

## خلفية تاريخية
يتركز التوتر الإسلامي اليهودي في عمليات الحفر والبناء التي قامت وتقوم بها منظمات يهودية والحكومة الإسرائيلية حول المسجد الأقصى .
بعد الحرب تبلورت حالة قائمة بين السلطات الإسرائيلية والفلسطينيين المقدسيين، وحسب التفاهمات بين الجانبين بقى المسجد الأقصى تحت سيطرة الوقف الإسلامي المقدسي وحظرت الحكومة الإسرائيلية على اليهود الصلاة داخل المسجد الأقصى . أما حارة المغاربة المهدومة، فأقامت الحكومة الإسرائيلية مكانها ساحة لاحتشاد المصلين اليهود، وكذلك بادرت الحكومة الإسرائيلية حفريات أثرية على طول السور الغربي للمسجد الأقصى من جانبه الخارجي. ويسمى هذا المشروع بأنفاق هاكوتل.

## تقسيم المسجد الأقصى
كشفت بعض وسائل الإعلام عن مقترح تم طرحه من قبل موشيه كتساف بتقسيم المسجد الأقصى بين المسلمين واليهود من جهة أخرى قام أرييل شارون خلال مواجهات انتفاضة الأقصى بطرح خطة انفصال كحل نهائي يتم بموجبها رسم الحدود النهائية لإسرائيل من جانب واحد، مثل هذا الإجراء يتطلب إيجاد حدود مقبولة لدى اليهود حيث يجب وجود موطئ قدم في مدينة القدس حتى يقام عليها «الهيكل المزعوم».
في تاريخ 11 أبريل 2005 حمل شارون نص خطة الانفصال إلى واشنطن. ومع بدأ تطبيق هذه الخطة في عامي 2005-2006 توافق اليمين الإسرائيلي مع الحركات الاستيطانية المتطرفة على حل نهائي يؤدي إلى تقسيم المسجد الأقصى بين اليهود والمسلمين.

## بث أحداث الحفريات على شبكة الإنترنت
قامت قوات الاحتلال الإسرائيلية في شهر فبراير من عام 2007 بتثبيت كاميرات لتصوير أعمال الحفريات التي تقوم بها حول المسجد الأقصى. وكما سيتم عرض الفيلم على الهواء مباشرة على الأنترنت في محاولة لتهدئة الغضب في العالم الإسلامي.

## أحداث مرتبطة بعمليات الحفريات

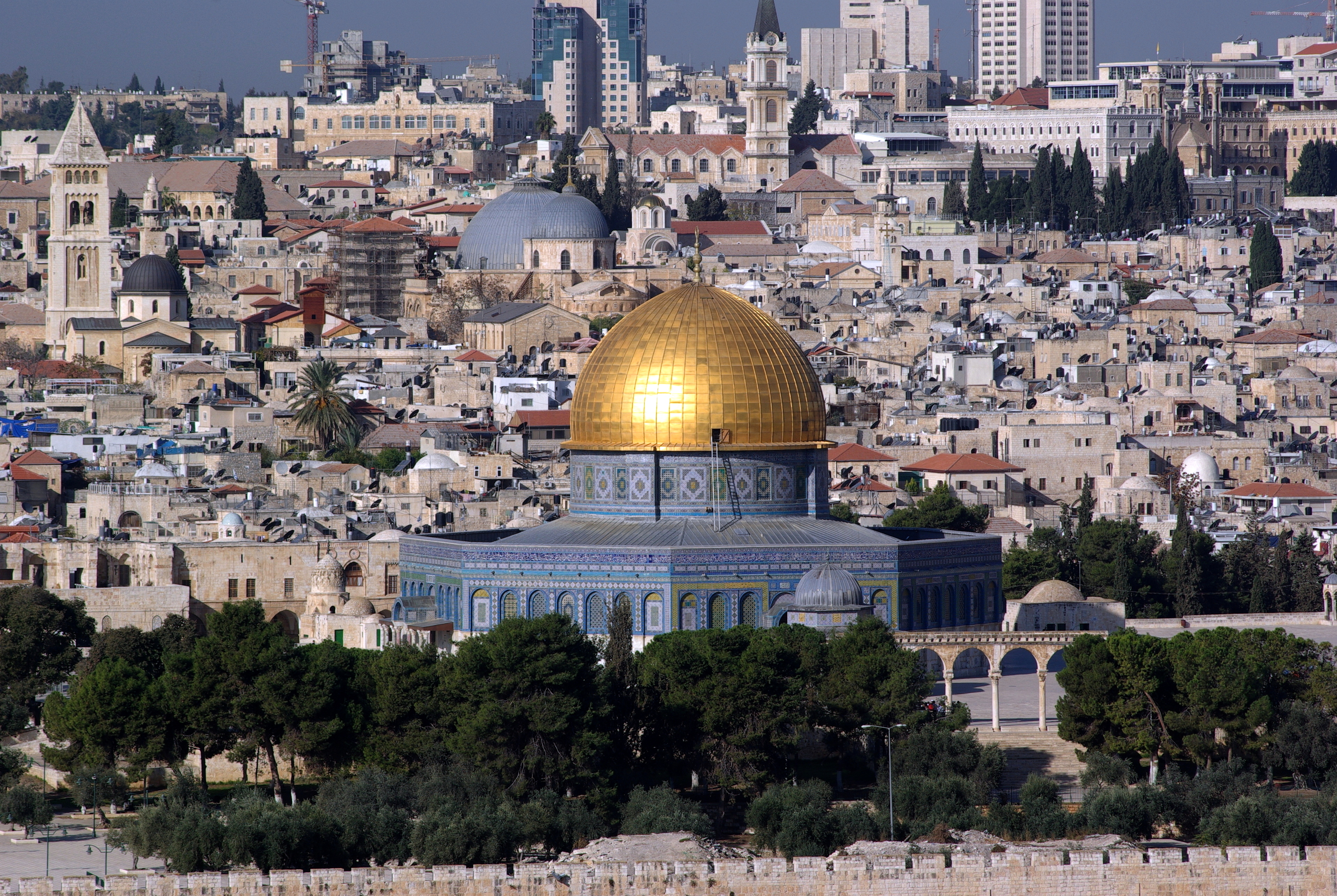
قبة الصخرة

لا تشمل قائمة عمليات الحفر التالية جميع عمليات الحفر التي يقوم بها الإسرائيليون في المسجد الأقصى ومحيطه:
- 2004 اكتشاف غرفة مصلى من الفترة الايوبية أثناء انهيار تلة باب المغاربة وتم إخفاء الموضوع من قبل إسرائيل حتى تاريخ الأحد 18 فبراير 2007 إذ تم نشر الخبر صحيفة يديعوت أحرونوت[بحاجة لمصدر]
- الأحد 15 فيراير 2004 - انهيار جزء من الطريق المؤدي إلى باب المغاربة في سور المسجد الأقصى تحت وطأة الحفريات ويُعتقد أن هذا هو نتيجة لاستمرار منع الترميم من قبل السلطات الإسرائيلية.
- الأحد 2 يناير 2005 - مصادر في جهاز الأمن الإسرائيلي تعرب عن مخاوفها من نجاح المتطرفين اليهود في تنفيذ مخططهم بالهجوم على المسجد الأقصى .
- الأربعاء 23 يناير 2005 - الشرطة الإسرائيلية تطلب الحصول على 61 مليون شيكل (13,2 مليون دولار) بهدف القيام بإجراءات أمنية داخل المسجد الأقصى بحجة حمايته.
- الأحد 10 أبريل 2005 - موشيه كتساف يطلب السماح لليهود بدخول المسجد الأقصى على غرار المسجد الإبراهيمي.
- الأحد 10 أبريل 2005 - محاولة اقتحام فاشلة للمسجد الأقصى نفذتها جماعة رفافاه اليهودية المتطرفة.[6]
- الثلاثاء 6 سبتمبر 2005 - الشرطة الإسرائيلية تنهي تركيب المجال الأمني في محيط المسجد الأقصى والمكوٌن من 19 كاميرا للمراقبة ركبت على كل الأبواب عدا باب المغاربة بقصد مراقبة ساحات المسجد ومحيطه من الخارج، إضافة إلى سياج إلكتروني وشبكة مجسٌات حراريٌة لمراقبة الحركة.
- الأربعاء 28 سبتمبر 2005 - بعد عشر سنوات من الحفر تحت المسجد الأقصى تدشن موقعاً يعتبر الأول من نوعه في الفضاء التحتي للمسجد تحت اسم سلسلة الأجيال، ويمتد هذا المشروع تحت حائط البراق كاملاً وامتداده الجنوبي وقد افتتح رسمياً أمام الزوار بتاريخ 22 سبتمبر 2006 وتعتبر هذه المرة الأولى في التاريخ التي تشرف فيها سلطات رسمية إسرائيلية على الحفريات تحت المسجد الأقصى.
- الأربعاء 9 نوفمبر 2005 - قوة خاصة من الجيش الإسرائيلي مكونة من 35 شخص تقتحم المسجد الأقصى من باب المغاربة وتنفذ مناورة شملت جميع الأجزاء المسقوفة من المسجد بما في ذلك المسجد الأقصى وقبة الصخرة، وقد شكلت هذه الوحدة بزعم حماية المسجد الأقصى من اعتداءات المستوطنين.
- الجمعة 18 نوفمبر 2005 - هيئة الآثار في إسرائيل تدٌعي أن مسافة بطول 380 متراً في الجدار الشرقي للمسجد الأقصى آيلة للسقوط بمحاذاة الدرج المؤدي المصلى المرواني، وتطلب ترميمها فوراً علماً بأنها منعت ترميمها قبل 9 أيام من هذا التاريخ.
- الأحد 11 ديسمبر 2005 - الحكومة الإسرائيلية تقر ميزانية تقدر ب 68 مليون شيكل (تقريباً 15 مليون دولار) لتطوير ساحة البراق وتأسيس مركز للزوار فيها على مدى 5 أعوام قادمة.
- الإثنين 13 مارس 2006 - بعد ثلاث سنوات من العمل، مسؤولون يهود يفتتحون قاعة جديدة لصلاتهم في ساحة البراق تحت مبنى المحكمة الإسلامية، بحضور رئيس دولة الكيان الإسرائيلي موشيه كتساف ورئيس بلدية القدس أوري لويوليانسكي والحاخامين الرئيسيين.
- الإثنين 13 مارس 2006 - موشيه كتساف يطالب تنفيذ حفريات أسفل حائط البراق بهدف ربط جزئي الطريق الهيرودياني الممتد من أسفل حائط البراق حتى ضاحية سلوان جنوب المسجد الأقصى.[7]
- الأحد 18 يونيو مؤسسة الأقصى تكشف النقاب عن أنفاق حديثة الحفر جنوبيٌ حائط البراق.
- الثلاثاء 11 يوليو 2006 - أوري لوبوليانسكي يرفع توصية مباشرة لرئيس الحكومة بتوسيع المكان المخصص لصلاة النساء في ساحة البراق والملاصق لطريق باب المغاربة، وذلك استجابة لطلب المصليات اليهوديات في حائط البراق بتخصيص مساحة صلاة لهن.
- الإثنين 13 أغسطس 2006 - بلدية القدس تطرح مناقصة لهدم طريق باب المغاربة المفضي إلى باب المغاربة.
- الجمعة 15 ديسمبر 2006 - مصادر إسرائيل تحذر من انهيار طريق المغاربة الذي تمنع ترميمه.
- الثلاثاء 19 ديسمبر 2006 - مؤسسة الأقصى تكشف عن تشققات في الجدار الجنوبي للأقصى من جانبي المدرسة الخثنية والقوات الإسرائيلية تقيم سياجاً حديدياً في المنطقة وتمنع شبان المنطقة من الاقتراب منه.
- الأربعاء 10 يناير 2007 - جمعية عطيرت كوهنيم تبدأ ببناء كنيس يهودي في منطقة باب الواد على بعد 50 متر من السور الغربي للأقصى.
- الإثنين 15 يناير 2007 - القوات الإسرائيلية تبدأ بتوسيع حفرياتها غربي ساحة البراق.
- الأريعاء 17 يناير 2007 - جمعية الأقصى تكشف عن حفريات جديدة أسفل الجدار الغربي من جهة باب السلسلة على عمق 100 قدم (33 متر).
- الأربعاء 24 يناير 2007 - سلطة الآثار تعلن اكتشافها لطريق واسع يعود إلى فترة الهيكل الثاني ويمتد بين سلوان وحائط البراق تحت المسجد الأقصى.
- الثلاثاء 6 فبراير 2007 - القوات الإسرائيلية تبدأ بإزالة طريق باب المغاربة الذي تمنع ترميمه وذلك لحماية المصلين في ساحة البراق كون انهياره يشكل خطراً عليهم.

## المخططات المستقبلية
- إتمام إزالة طريق المغاربة[بحاجة لمصدر].
- بدأ تأسيس جسر معلق يصل ساحة البراق بباب المغاربة[بحاجة لمصدر].
- إتمام توسيع ساحة البراق لتصل حتى النهاية الجنوبية للسور الغربي[بحاجة لمصدر].

## رأي اليونسكو

استمرار عمليات الحفريات

طالب تقرير لمنظمة الأمم المتحدة للتربية والثقافة والعلوم يونسكو اليهود بتعليق عمليات الحفر قرب المسجد الأقصى. ويدعو التقرير إلى تعليق المشروع اليهودي قرب باب المغاربة و«وضع خطة عمل جديدة بالتشاور مع السلطات الأردنية وهيئة الوقف الإسلامي التي تشرف على الحرم القدسي وكل المواقع الإسلامية في القدس».
و قد جاء هذا التقرير بعد زيارة بعثة من اليونسكو لموقع الحفريات الشهر الماضي، وخلصت اليونسكو في تقريرها إلى انه في حالة استمرار الحفر يجب أن يتم تحت إشراف دولي.